# Othon-Henri de Brunswick-Harbourg
Le duc Othon-Henri de Brunswick-Lunebourg-Harbourg (16 juin 1555 à Harbourg – 15 octobre 1591 à Bruxelles), est l'héritier présomptif de Brunswick-Lunebourg-Harbourg.

## Biographie
Othon-Henri est le fils aîné du duc Othon II de Brunswick-Harbourg (1528-1603) de son premier mariage avec Marguerite (1530-1559), la fille du comte Jean-Henri de Schwarzbourg-Leutenberg.
Il est formé sous la surveillance rigoureuse de son père dans les sciences, mais Othon II a strictement interdit l'enseignement des beaux-arts. Othon Henri étudie à l'université de Strasbourg, et est un chanoine à Brême pour un certain temps, mais choisit une carrière militaire. En 1590, il conduit la cavalerie du duc Alexandre Farnèse (1545-1592) dans la guerre de Quatre-Vingts Ans et fait preuve de courage lors de la bataille d'Ivry, le 14 mars 1590, où il est gravement blessé.
Othon Henri est mort un an plus tard, à Bruxelles, en 1591, à l'âge de 36 ans. Comme il est mort avant son père, il n'a jamais hérité de Harbourg.

## Mariage et descendance
Othon Henri se marie en 1588 avec Marie d'Henin-Lietard (d. 1606), la fille du comte Jean de Bossu, avec qui il a un fils. Toutefois, étant donné que c'est un mariage morganatique, son fils n'a pas pu hériter de Harbourg.
- Charles (d. 1620), gouverneur de Beaumont au Luxembourg ; marié en 1618 avec Marie Wouters, héritière de Terdeck et Dyck (d. 1619)